# Jocs dels Qüestors
Els Jocs dels Qüestors (Ludi Quaestorii) van ser uns jocs romans.
Eren des del seu inici uns munera o espectacles de gladiadors. L'any 47 l'emperador Claudi va imposar el deure de donar aquestes munera als qüestors, en lloc de pavimentar els carrers. L'any 54, Neró els va suprimir, però Domicià els va tornar a instaurar. Els qüestors només organitzaven aquests espectacles de manera ocasional i voluntària. Des de l'època de Domicià els munera, eren entreteniments habituals, encara que menys que els Ludi Romani. En temps d'Alexandre Sever només eren els quaestores candidati principis (candidats a qüestors) els que havien d'organitzar els jocs a les seves expenses. Com a recompensa de seguida se'ls nomenava pretors.